# Saira Shah
Saira Shah (n. el 5 de octubre de 1964, Londres, Reino Unido) es una escritora, reportera y documentalista. Ella produce, escribe y narra documentales sobre la actualidad. 

## Vida y obra
Shah nació en Londres y creció en Kent, Inglaterra. Fue educada en la escuela Bryanston y estudió árabe y persa en la School of Oriental and African Studies en la Universidad de Londres, graduándose en 1986. Su padre fue el fallecido Idries Shah, un escritor afgano de libros sobre sufismo. Parte de su familia era originaria de Paghman, Afganistán. Su madre es mitad Parsi y mitad inglesa. El escritor Tahir Shah es su hermano,   y también tiene una hermana, la melliza de Tahir, Safia Shah.
Su primer viaje a Afganistán fue cuando ella tenía 21 años. Trabajó durante 3 años en Peshawar como reportera cubriendo la invasión soviética a Afganistán. También trabajó como periodista para Channel 4 News, puesto que dejó en 2001. 
Se casó y se divorció (luego de 5 años) del reportero suizo, a quien conoció en Peshawar. Shah trabajó junto a James Miller en varios proyectos, incluyendo el documental Beneath the Veil (2001), Unholy War (2001), ambos documentales de Channel 4 Dispatches para la compañía de documentales británica Hardcash Productions, y Death in Gaza (2004), para su propia compañía de TV Frostbite Films. Ella ganó un premio BAFTA Current Affairs por Death in Gaza. También apareció en el programa de televisión "Breakfast with Frost", el 10 de agosto de 2003.
Actualmente vive entre Londres y Francia.

## Filmografía
- Unholy War[2] (2001)
- Beneath the Veil[3] (2001)
- Death in Gaza[4] (2004)

## Libros
The Storyteller's Daughter, New York, NY: Anchor Books, ISBN 1-4000-3147-8 (actualmente sólo disponible en inglés)

## Compañías
Frostbite Productions